# Calycogonium formonense
Calycogonium formonense är en tvåhjärtbladig växtart som beskrevs av Judd, Skean och Clase. Calycogonium formonense ingår i släktet Calycogonium och familjen Melastomataceae. Inga underarter finns listade i Catalogue of Life.